# Телевидение Московской области
Телевидение Московской области — вид средств массовой информации в регионе. Действует с 1930-х годов.

## Советский период

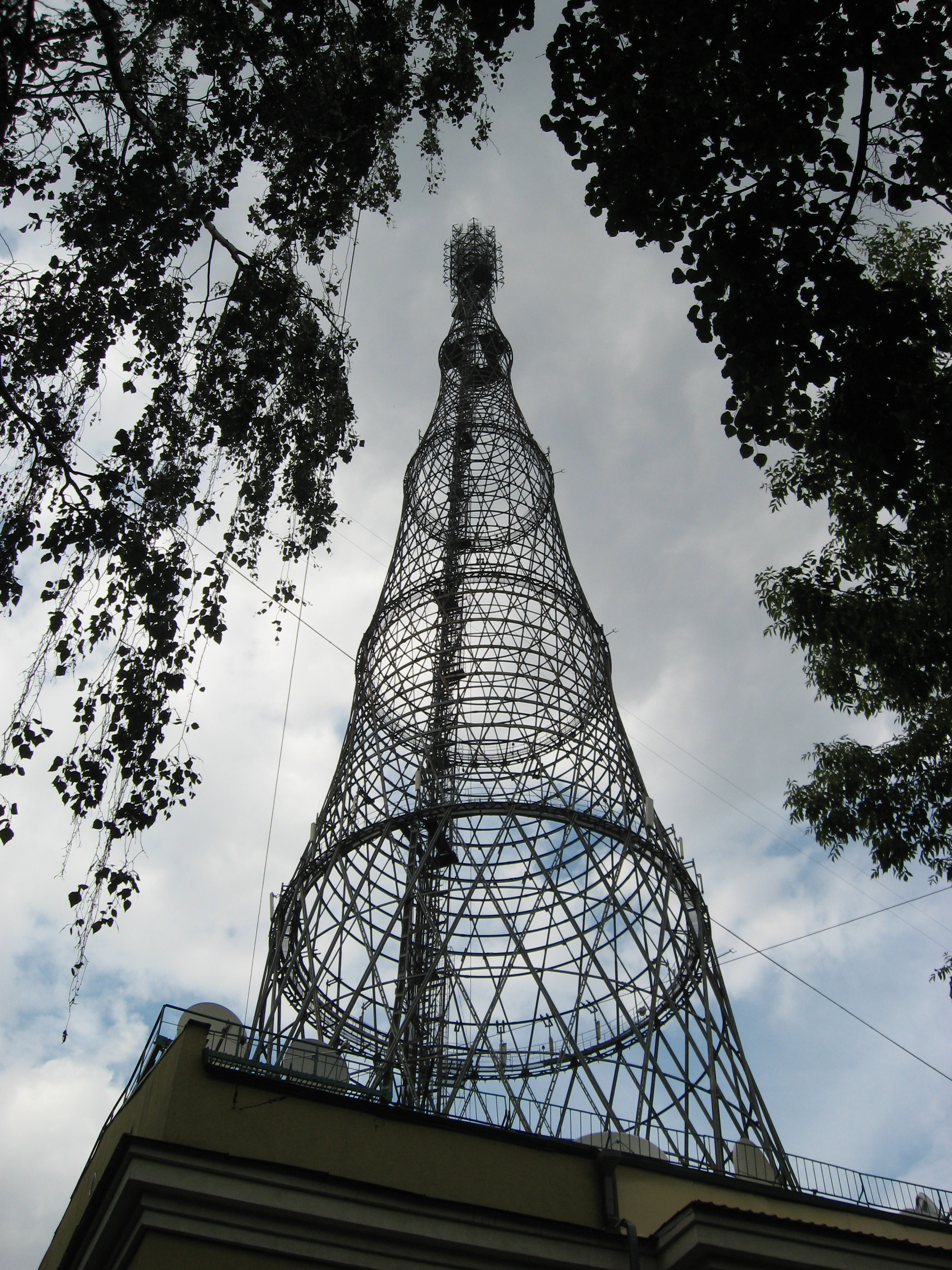
Шуховская башня, которая обеспечивала Московскую область первым телевизионным сигналом

В 1933 году в республиках и регионах СССР были созданы комитеты по радиофикации и радиовещанию. Москва и Московская область стали исключением. С 1960 года за развитие радио и телевидения в них вплоть до распада СССР отвечала Главная редакция программ для Москвы и Московской области. Подготовкой передач для Подмосковья занимался автономный отдел в структуре редакции.
Возможность принимать телепередачи из Москвы у жителей Московской области появилась в 1938 году — 31 декабря был введён в постоянную эксплуатацию Шаболовский телецентр в Москве, который вошёл в состав Московской радиовещательной дирекции Наркомата связи СССР. В 1939 году уверенный приём сигнала, передаваемого телецентром на Шаболовке, отмечался в радиусе 60 километров.
В конце декабря 1956 года в Московской области появился первый телецентр. Он был построен в Сталиногорске (сейчас Новомосковск) и стал третьим в СССР после московского и ленинградского. Однако уже в 1957 году Сталиногорский район был передан Тульской области, и городской телецентр стал основой для развития ТВ в этом регионе.
В конце декабря 1968 года в Москве была сдана в эксплуатацию Останкинская телебашня, значительно улучшившая качество передачи сигнала на Московскую область.
В конце 1970-х годов жители Московской области принимали четыре из восьми программ вещания Центрального телевидения СССР.

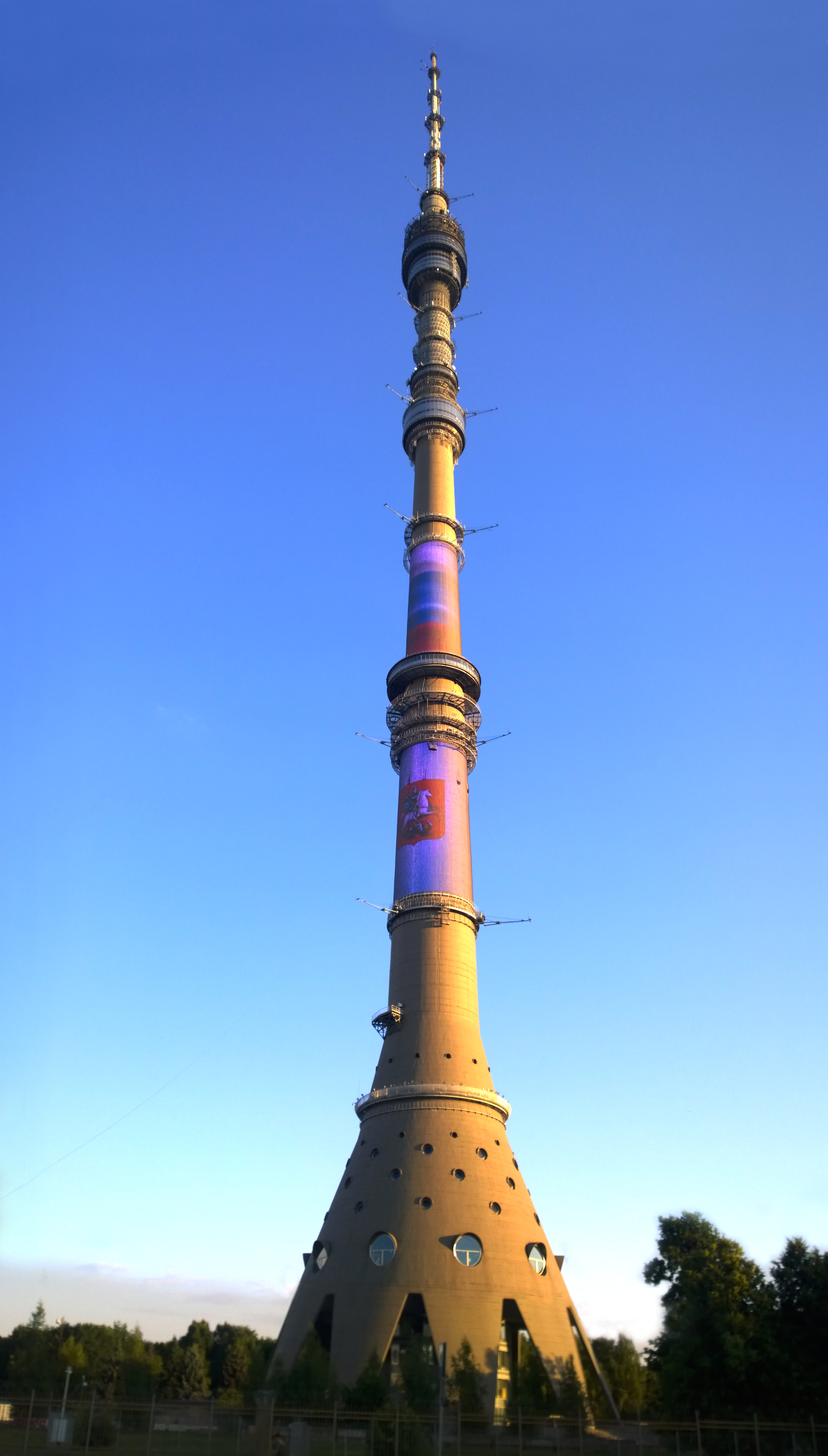
Благодаря строительству Останкинской телебашни удалось улучшить телесигнал для Подмосковья

### Третья программа ЦТ СССР
29 марта 1965 года в Московской области на третьем канале из телецентра «Останкино» стала вещать Третья программа ЦТ, которую также принимали Москва, Рязань и Калинин. Вплоть до 1 января 1982 года она была учебной: её программа включала в себя школьные уроки, образовательные и научно-популярные передачи и фильмы, художественные фильмы, в том числе на иностранных языках и с субтитрами.
Первое время программа работала с 17:00 до 21:00, но уже в конце 1960-х годов эфирное время увеличилось — канал стал работать с 08:00.
1 января 1982 года состоялась реорганизация эфира: образовательные передачи перешли на Четвёртую программу ЦТ, а Третья программа была переименована в Московскую программу ЦТ, которая стала специализироваться на столичной и подмосковной тематике. Так, в эфире в разные годы выходили еженедельная информационная программа «Подмосковье», двухмесячная программа «Подмосковные встречи», ежемесячная передача «Я люблю подмосковную землю», тележурнал «Земледелец Подмосковья», программы «Трудовые коллективы Подмосковья» и «Панорама Подмосковья». Московская программа ЦТ в первые годы вещала с 19:00, с 1987 года — с 18:30.
В марте 1991 года Главная редакция передач для Москвы и Московской области была реорганизована в Студию московских программ. 26 декабря 1991 года после распада СССР и прекращения существования органов управления советским телевидением Московская программа ЦТ перестала выходить.

## Постсоветский период
С 27 декабря 1991 года после ликвидации Центрального телевидения СССР вещание для столичного региона продолжил Московский телевизионный канал. Он работал ежедневно по вечерам с 18:00 до 23:00. Из передач, которые касались конкретно тематики Московской области, в эфир выходила ежедневная информационная программа «Панорама Подмосковья» и передача «Подмосковье». Утренний и дневной эфир занимал первый в истории СССР и России коммерческий телеканал «2х2», который начал вещание ещё в 1989 году. Оба телеканала вещали до 8 июня 1997 года.
С 9 июня 1997 года представлять интересы Московской области на третьей кнопке стала телерадиокомпания «Московия», занимавшая несколько часов эфирного времени ежедневно на подконтрольном московскому правительству общероссийском канале «ТВ Центр». Программы канала были посвящены многообразию жизни в Московском регионе, а также нередко выступали с проправославных и консервативных национал-патриотических позиций. Центральной программой его телеэфира являлась авторская передача бывшего политобозревателя ЦТ СССР Александра Крутова «Русский дом». В течение 2001 года управление каналом перешло от областных властей к структурам банкира Сергея Пугачёва, после чего канал «Московия» сменил название и логотип на «Третий канал», а концепция вещания сменилась с подмосковной на «сити-канал для жителей современного столичного мегаполиса» с сохранением некоторых программ провластной или национал-патриотической ориентации. «Третий канал» окончательно прекратил существование 30 ноября 2012 года, объединившись с каналом «ТВ Центр».
В 1990—2010-е годы в Московской области возникли и множество муниципальных и межмуниципальных телеканалов: серпуховское ОТВ, орехово-зуевский «Аист», «Видное-ТВ», долгопрудненские «Долгие Пруды», зарайский «1-й Подмосковный канал» и другие. Как правило, они вещали на район и его окрестности по кабельным каналам. Многие из этих телеканалов существуют до сих пор, публикуя программы в Интернете или входя в муниципальные холдинги и информационные агентства. Первая попытка объединить районные телеканалы Подмосковья состоялась в 1997 году, когда была создана Гильдия региональных телекомпаний Московской области, базировавшаяся в Лобне. В 2001 году на базе телеканала «Кварц» в Подольске была создана Лига телекомпаний Подмосковья.

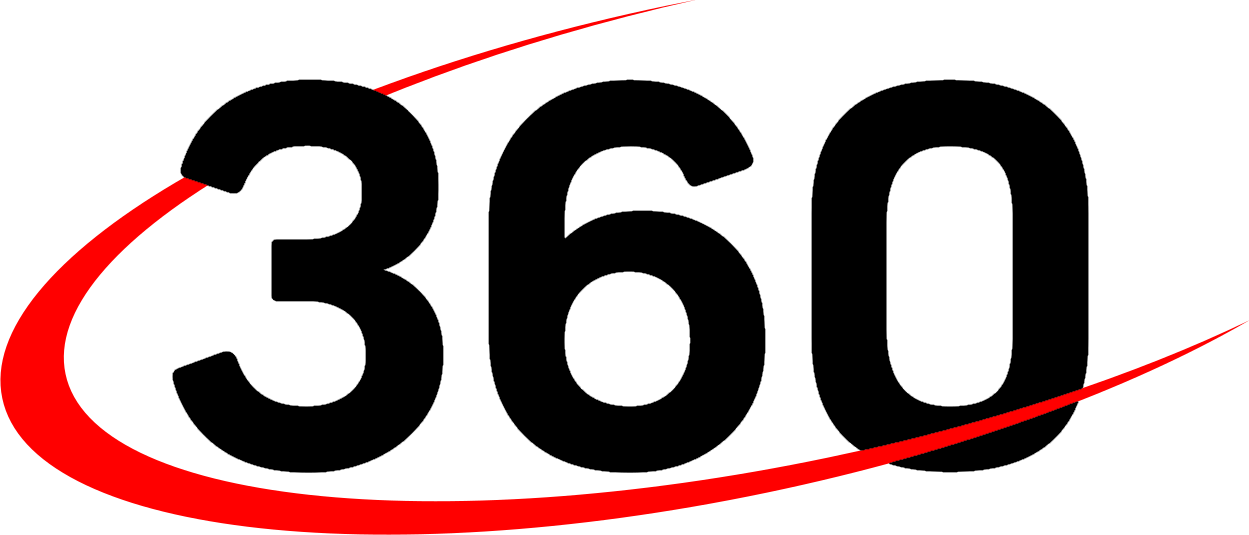
Логотип телеканала «360°»

В 2003 году в Московской области по инициативе губернатора Бориса Громова был создан региональный телеканал «РТВ-Подмосковье» (в 2006 году — «Подмосковные вечера», в 2007—2014 годах — «Подмосковье»). В феврале 2008 года он стал вещать по 18 часов в сутки, а в августе — круглосуточно. Его зона вещания охватывала всю область, впоследствии канал вошёл в кабельную сеть, а в 2013 году стал вещать на 25 ТВК. С мая 2014 года он носит название «360° Подмосковье», а с февраля 2017 года — «360°». Сейчас канал носит федеральный статус и вещает не только на столичный регион, но и посредством спутника на всю Россию, а также доступен в Интернете, освещая события Подмосковья, России и мира.
В конце 2010-х годов в Московской области состоялся переход с аналогового на цифровое вещание. В декабре 2017 года была построена сеть первого мультиплекса и началась трансляция его каналов с новых станций. 3 октября 2018 года заработали передающие станции второго мультиплекса, позволив охватить всё Подмосковье цифровым телесигналом. 15 апреля 2019 года Московская область полностью перешла на цифровой сигнал, а аналоговое вещание прекратилось.